# Carl Friedrich Christian Buddeus
Carl Friedrich Christian Buddeus (* 27. Juni 1775 in Gotha; † 1. Januar 1864 ebenda) war ein deutscher Maler, Zeichner und Kupferstecher.

## Leben
Nach dem Studium an der Salzmannschule Schnepfenthal arbeitete Carl Buddeus dort als Zeichenlehrer und ging dann nach Russland. Er war einige Jahre Hauslehrer auf der Insel Ösel, wo in den Jahren 1809/1810 seine ersten Zeichnungen von Estland entstanden. Später wirkte Buddeus als Hauslehrer und Illustrator in der Nähe von Pskow und Sankt Petersburg. 1820 erschienen in Leipzig seine beiden Hefte mit handkolorierten Lithographien, in denen das Leben und die Menschen Russlands dargestellt wurden. Nach Estland zurückgekehrt, ließ sich der Künstler bei Reval auf der Halbinsel Kopli nieder. 1845 heiratete Buddeus die Tochter des Revaler Weinhändlers Hartmuth. Einige Jahre später zog er sich mit seiner Frau nach Thüringen zurück. 

## Werke
- Volksgemälde und Charakterköpfe des Russischen Volkes. Leipzig 1820